# كي سي ريفرز
كي سي ريفرز (بالإنجليزية: K. C. Rivers)‏ مواليد 1 مارس 1987، هو لاعب كرة سلة أمريكي يلعب مع فريق ريال مدريد ويحمل الرقم 4. يبلغ طوله 6 قدم 5 بوصة (2.0 م).

## فرق لعب لها
- لوكوموتيف كوبان
- خيمكي (كرة سلة)
- ريال مدريد بالونكيستو

## روابط خارجية
- كي سي ريفرز على موقع الدوري الأوروبي لكرة السلة (الإنجليزية)
- كي سي ريفرز على موقع الدوري الإسباني لكرة السلة (الإسبانية)
- كي سي ريفرز على موقع كرة السلة الأوروبية.كوم (الإنجليزية)
- كي سي ريفرز على موقع DraftExpress.com (الإنجليزية)
- كي سي ريفرز على موقع كلية كرة السلة في سبورتس رفرنس.كوم (الإنجليزية)
- كي سي ريفرز على موقع ريلجم (الإنجليزية)
- كي سي ريفرز على موقع بروبوليرز (الإنجليزية)
- كي سي ريفرز على موقع سبورتس رفرنس (الإنجليزية)
- كي سي ريفرز على موقع سبورتس رفرنس (الإنجليزية)